# Hendrik Valkenburg
Hendrik Valkenburg (Terwolde, 8 september 1826 – Amsterdam, 29 oktober 1896) was een Nederlandse schilder, tekenaar en tekenleraar.

## Leven en werk
Hendrik Valkenburg werd geboren als zoon van broodbakkersknecht Cornelis Valkenburg en Aaltjen Egberts. Hij wilde op jonge leeftijd al tekenen, maar zijn vader zag liever dat hij een vak leerde. Valkenburg kwam bij een boekhandel terecht, maar mocht in zijn vrije tijd lessen volgen aan de Deventer Teekenacademieschool bij Jacob Jansen Vredenburg. Hij ontving er voor zijn werk een zilveren pen en zilveren medaille. Na het overlijden van zijn vader in 1844 nam Valkenburg afscheid van de boekhandel en ging zich richten op het schilderen. In 1848 vervolgde hij zijn opleiding aan de Koninklijke Academie voor Schone Kunsten in Antwerpen. Hij schilderde onder meer genrevoorstelling, (boeren)interieurs, landschappen en portretten.

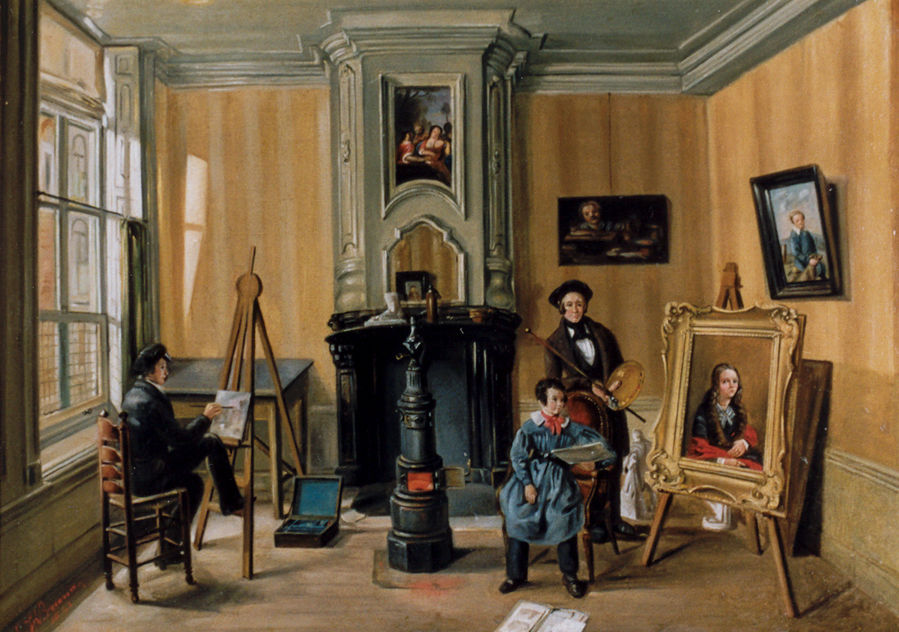
Het schildersatelier van Jacob Jansen Vredenburg, de jongen in blauwe kiel is Hendrik Valkenburg. Schilderij uit 1841 van L.J. Bruna, die links achter de ezel zit.

Valkenburg vestigde zich in 1854 als tekenleraar in Almelo. Hij trouwde er in 1861 met Jansje van Lochem (1832-1897). Uit dit huwelijk werd onder anderen dochter Bertha geboren, die haar vader in het artistieke voetspoor zou volgen. Valkenburg was vervolgens tekenleraar aan de RHBS in Helmond (1867-1868) en hoofd van de burgeravondschool in Zwolle (1868-1872). In 1871, hij was toen 45, ontving hij de Koninklijke Subsidie voor Vrije Schilderkunst. Het stelde hem in staat zich met zijn gezin in Amsterdam te vestigen, waar hij nog les gaf aan de openbare burger dag- en avondschool (1873-1874). Tot zijn leerlingen behoorden Jan Herman Coster, Jan van Essen, Hendrik Haverman en Jules Eduard Mendes. 
Hij was lid van Arti et Amicitiae en exposeerde meerdere malen. Hij behaalde onder meer een bronzen medaille op een tentoonstelling in Luik (1871) en een gouden medaille voor zijn schilderij Even uitgaan op de tentoonstelling van Levende Meesters in Den Haag (1872). De laatste 14 jaren van zijn leven bracht hij de zomers geregeld door in Laren, waar hij werd beïnvloed door Anton Mauve, een van de oprichters van de Larense School. 
In 1896 vierde Valkenburg zijn zeventigste verjaardag, waarvoor hij felicitaties ontving van onder anderen Jozef Israëls, Hendrik Willem Mesdag en Thérèse Schwartze. De schilder overleed ruim een maand later en werd begraven op de Nieuwe Oosterbegraafplaats. In Laren werd in 1927 de Sint Janssteeg omgedoopt tot het Hendrik Valkenburglaantje.

## Enkele werken

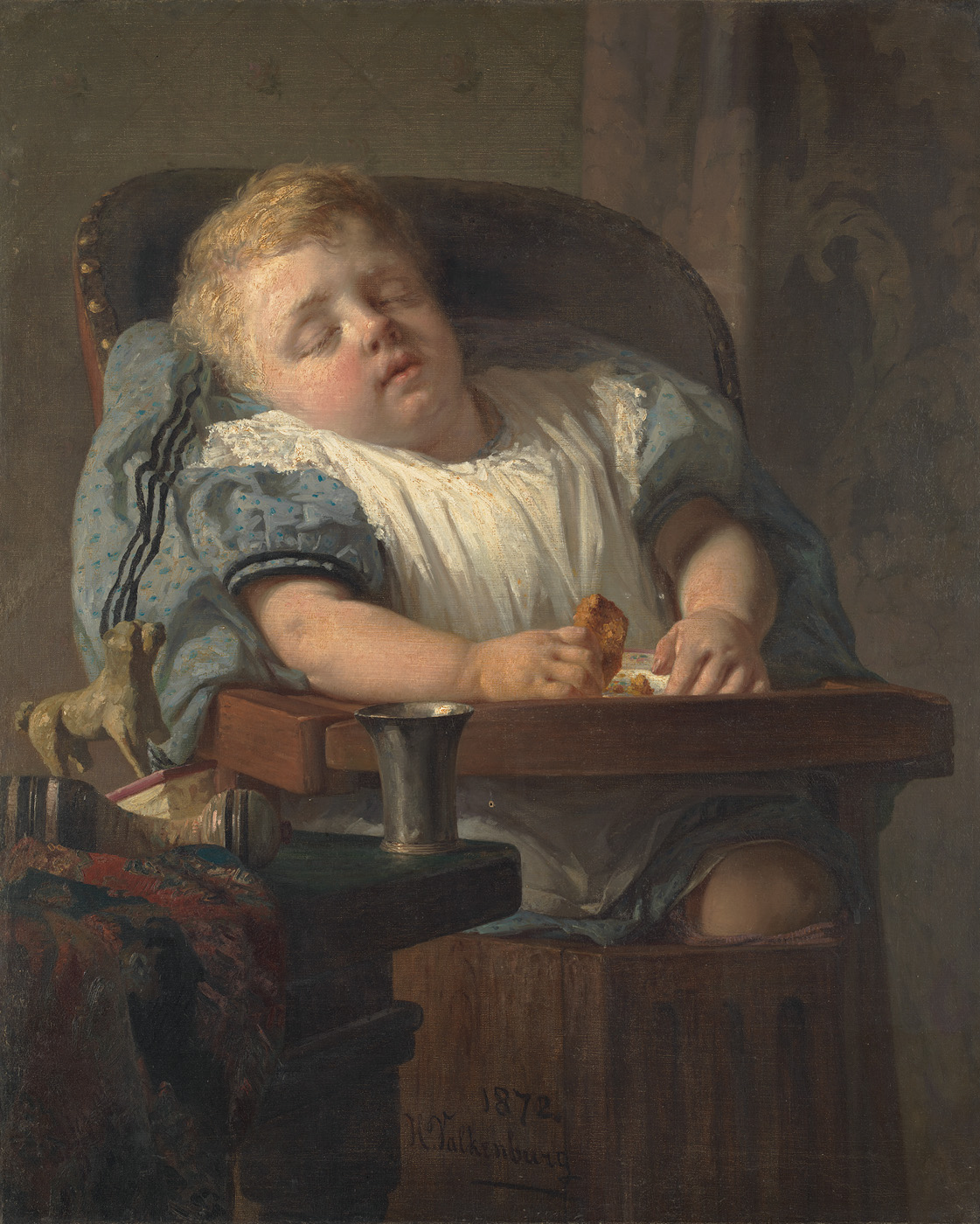
Kind in kinderstoel (1872), Amsterdam Museum
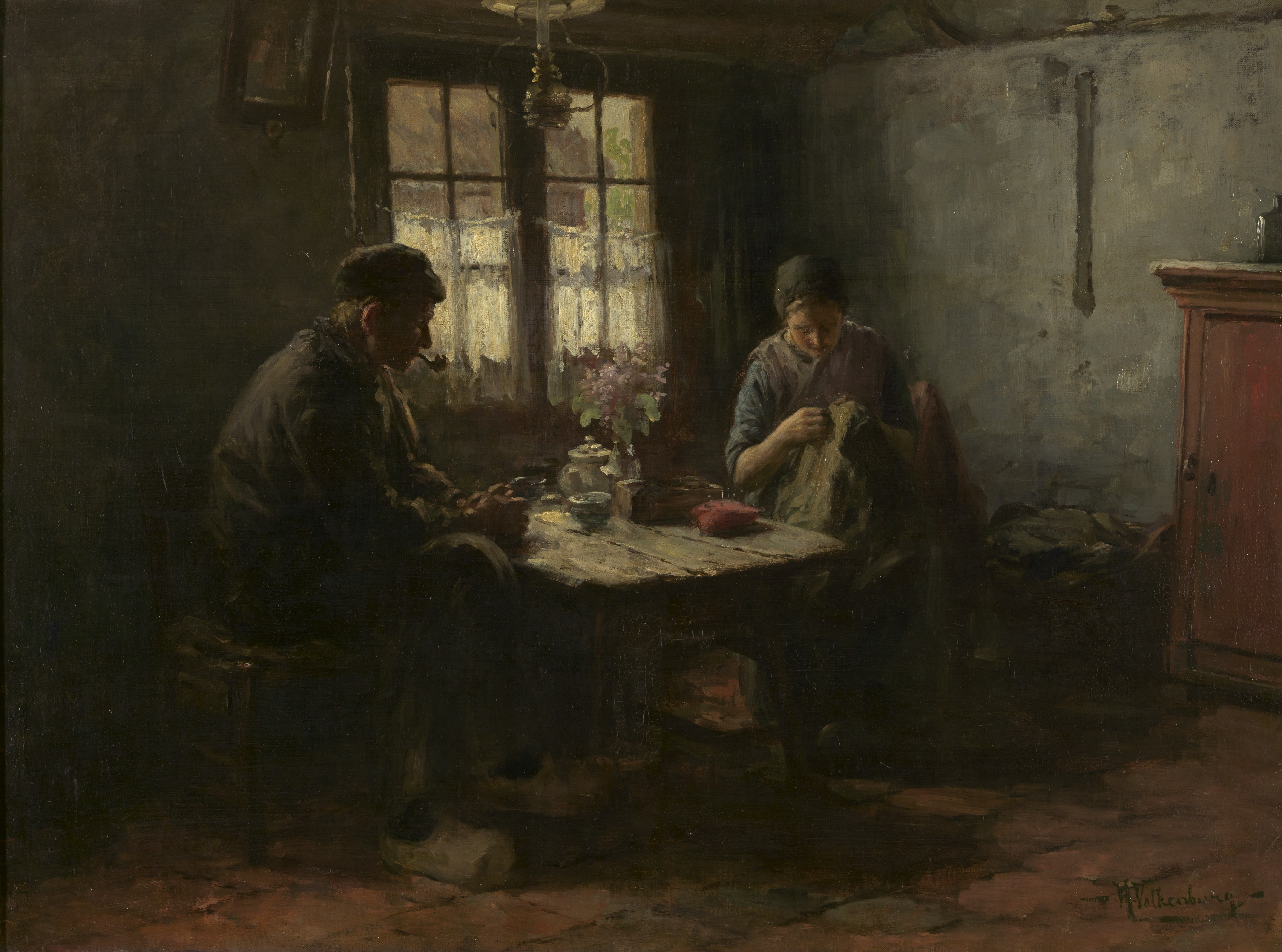
Rustig uurtje, (ca. 1875) Rijksmuseum Twenthe
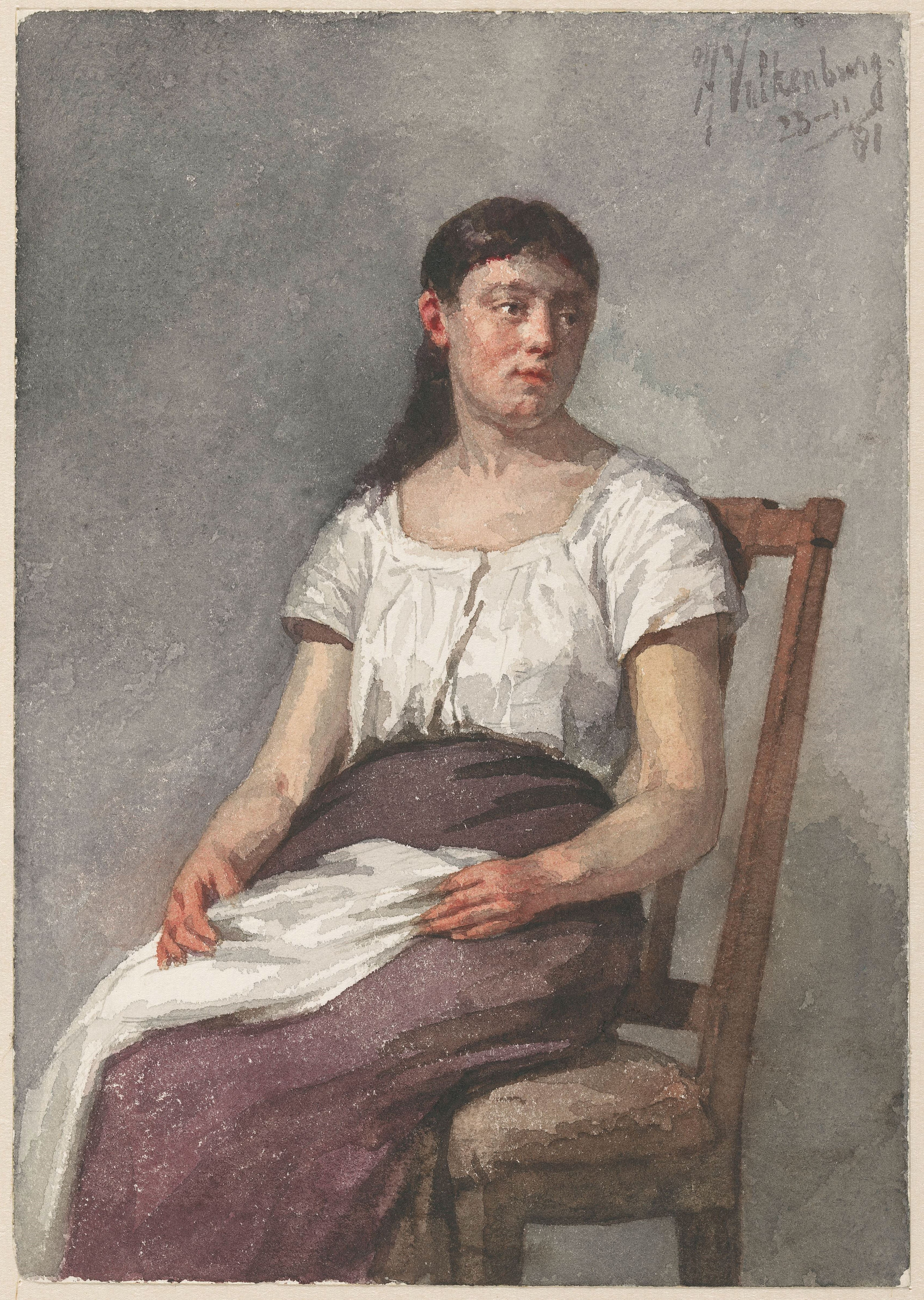
Zittend meisje (1881), Rijksmuseum Amsterdam
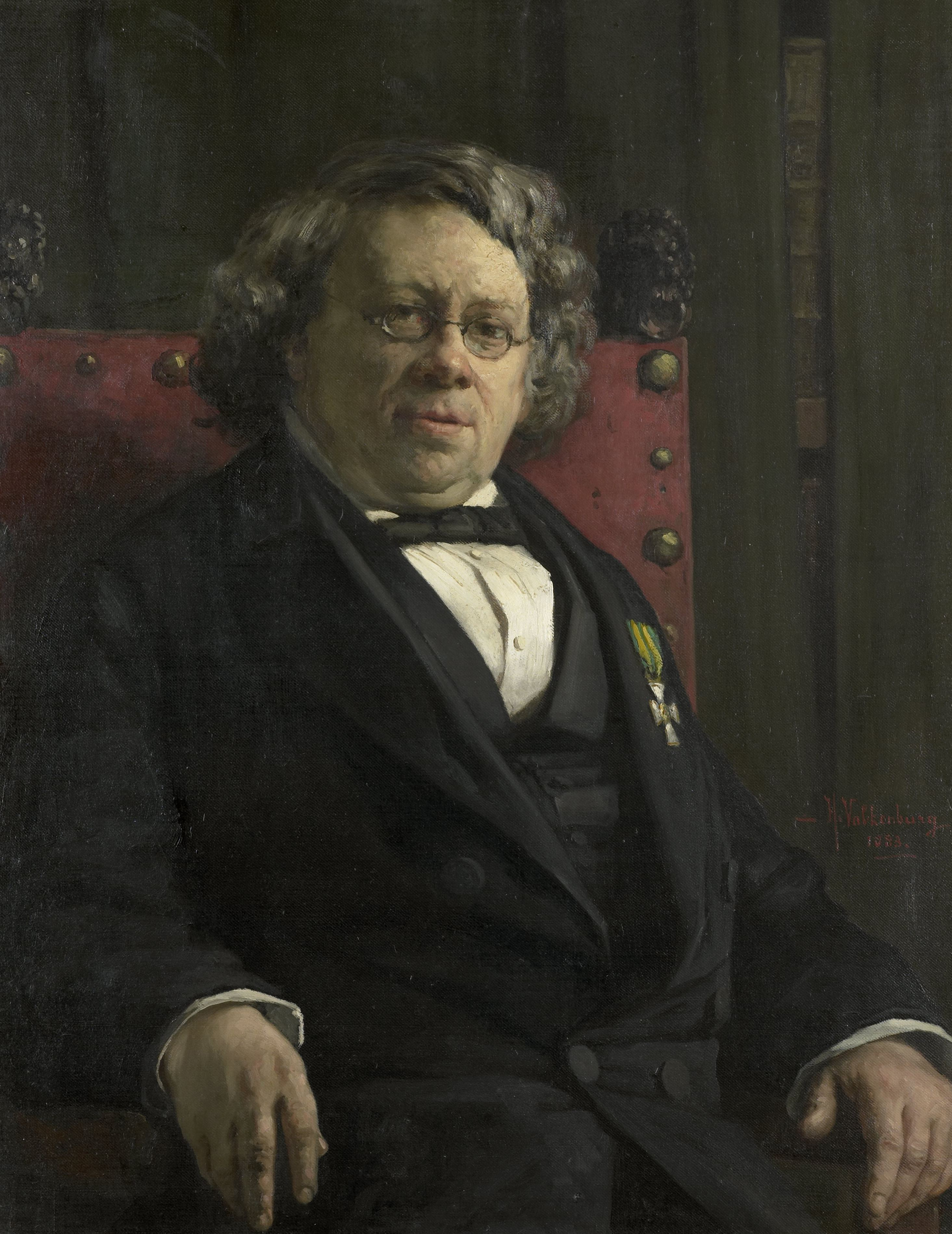
Portret van Pieter Harme Witkamp (1883), Rijksmuseum Amsterdam